# Sondaggio geognostico
I sondaggi geognostici sono l'insieme dei sondaggi e delle prove (fatte in sito e in laboratorio) che permettono di analizzare il suolo in profondità, per conoscerne la sua stratigrafia e di valutare le sue caratteristiche geologiche, geotecniche e idrogeologiche.
In base al tipo di attrezzatura usata vengono classificati in due macro-categorie: sondaggi diretti e sondaggi indiretti.

## Sondaggi diretti
Vengono chiamati sondaggi diretti quando si utilizzano attrezzature che permettono di raccogliere materiale dal sottosuolo, per poi analizzarlo direttamente in laboratorio. I due usati sono: a percussione; a rotazione (rotary).
Ambedue i metodi estraggono frammenti di roccia e permettono di costruire profili litostratigrafici del sottosuolo (spesso si fa la scheda stratigrafica). Con questi metodi(escludendo la perforazione con carotaggi e rotary inverso a parte) si possono avere difficoltà di identificazione delle ruditi (brecce, ghiaie, puddinghe, conglomerati).
Se serve materiale roccioso non alterato si dovrà effettuare un sondaggio con metodo di carotaggio continuo.

### Perforazione a secco (a percussione)
L'armatura del pozzo permette di realizzare pozzi di grande diametro (1,00-1,50 m), utili nel caso di pozzi per emungimento di acqua dalla falda acquifera, in quanto permettono il collocamento di due o più pompe; per sfruttare in maniera selettiva diverse falde o semplicemente per aspirare quando l'altra non funziona.
Motore collegato a filo d'acciaio che passa per il derrick. Il motore impone il movimento cadenzato filo apparecchiatura regolata dal trivellatore che permette di dare una diversa angolazione dello scalpello ad ogni battuta(o ad ogni x battute), creando così un pozzo circolare. La cadenza delle battute è regolata dal trivellatore.
Vantaggi
- Strumentazione semplice e di facile manutenzione, non richiede l'intervento di personale specializzato (al più il trivellatore).
- Assenza di fluidi di perforazione, quindi nessun pericolo di danneggiare le falde.
- Possibilità di sospendere l'opera per riprenderla in qualsiasi momento.
- Il materiale frantumato è di dimensioni facilmente osservabili, e si conosce con esattezza la profondità dalla quale proviene.
- Costi inferiori rispetto al metodo rotary (anche includendo i costi delle tubazioni)
- In terreni a granulometria grossolana, fessurati, carsici o fragili non si ha perdita di circolazione

Svantaggi
- La velocità di avanzamento dipende dal grado di coerenza della roccia.
- Metodo adatto fino a profondità di 150 metri.(oltre non è economicamente conveniente)
- Servono tubi per armare le pareti nel caso ci sia del terreno incoerente che potrebbe crollare

### Perforazione col metodo rotary
Le apparecchiature utilizzate sono molto più complesse.
Il problema tipico è quello di assicurare la verticalità delle aste cave, pena la rottura, specie a profondità considerevoli.
La perforazione avviene tramite la rotazione di uno scalpello (che ha necessariamente una forma diversa rispetto a quelli da percussione). La tavola rotary fa girare l'asta cava. La perforazione non avviene a secco ma è necessario un fluido di perforazione (solitamente costituito da acqua e bentonite) che circoli nel perforo trasportando dal fondo pozzo in superficie i detriti di perforazione e raffreddando le corone dello scalpello. Dopo avere sostato nei pozzetti di decantazione, il fluido di perforazione viene rimesso in circolo. Tale fluido inoltre, penetra per alcuni centimetri nel materiale e velocemente formando un pannello impermeabile chiamato cake. Deriva dalla proprietà tissotropica dalle argille diluite nel fango come colloidi: una volta arrestatasi la circolazione del fluido, il fango assume una certa consistenza che deve trattenere in sospensione i detriti di perforazione non ancora giunti in superficie.
In caso di rocce dure (comunque dove non c'è pericolo di crollo), sarà opportuno utilizzare l'aria, come fluido di perforazione. Si ricorre in tal caso alla tecnica con martello a fondo foro.
Lo scalpello è dotato di un insieme di scalpelli, globalmente molto grosso, al cui interno è presente un foro da cui esce aria in pressione. Le aste non vengono mosse, per cui non si ha rischio di rottura delle stesse(si muove solo la testa). È un metodo veloce, ma costoso in quanto richiede grandi apparecchiature di pompaggio dell'aria.
Vantaggi
- si raggiungono grandi profondità, grazie a velocità di avanzamento elevate (in terreni sciolti, anche decine di m al giorno).
- si possono perforare tutti i tipi di terreni e rocce cambiando solo il tipo di scalpello
- Assenza di armature nel pozzo

Svantaggi
- richiede la disponibilità' di quantitativi di volumi d'acqua..
- Impossibilità di arrestare la perforazione per lunghi periodi causa proprietà tissotropica dell'argilla(viene immesso un fluido chimico che ne impedisce la solidificazione).
- non è possibile perforare pozzi di grande diametro
- operando con fango, c'è il rischio di intasare le falde acquifere attraversate se si prosegue la perforazione senza tubare il pozzo.
- non è facile riconoscere e analizzare la natura dei terreni attraversati.
- a volte succede che la pressione della colonna di fango bilanci la pressione di un'ipotetica falda incontrata, quindi c'è il rischio che le falde a bassa pressione non vengano riconosciute.
- dato che i frammenti di perforazione arrivano in superficie con un certo ritardo è facile sbagliare nel definire le quote (ovvero la profondità) di incontro degli strati rocciosi nel sottosuolo.
- Vi è il rischio di perdite di circolazione del fluido di perforazione in caso di terreni a granulometria grossolana, in aree carsiche e in terreni fessurati.

### Carotaggio continuo

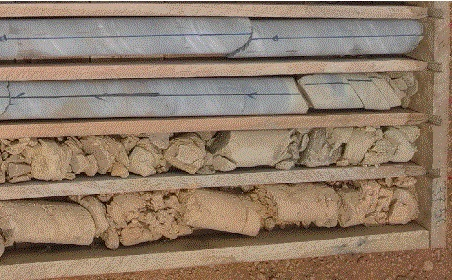
Carota lunga 4 metri, da sondaggio superficiale in calcare, suddivisa in 4 spezzoni da un metro. Si osserva come la testa della carota, in basso nella foto, sia rossiccia per alterazione meteorica e approfondendosi la roccia si presenta via via più integra, mantenendo la colorazione e consistenza originaria

Serve per effettuare prove di resistenza o costruzioni stratigrafiche/litologiche, in quanto si ottengono campioni integri e indisturbati.
La lunghezza standard è di circa un metro. Per l'attività petrolifera si arriva anche a comporre carotieri che permettono di recuperare circa 18 metri continui di carota in una sola discesa di carotiere.
Il carotaggio può essere di due tipi:
- Semplice, costituito da una camera di raccolta e da uno scalpello in testa. Nel carotiere semplice, scalpello e camera agiscono nello stesso modo. Questo porta ad avere campioni integri ma disturbati (dal movimento di rotazione). I granuli messi così in movimento tendono a riposizionarsi a granulometria decrescente (procedendo verso lo scalpello)
- Doppio, ci sono una parte esterna ed una interna. La parte esterna armata con lo scalpello, la parte interna è fissa. Avremo campioni integri e indisturbati. In presenza di roccia fratturata si valuta la percentuale di carota recuperata

## Sondaggi Indiretti
Vengono definiti sondaggi indiretti quando si utilizzano attrezzature geofisiche che rimanendo in superficie permettono di analizzare indirettamente la composizione del sottosuolo misurandone alcune proprietà fisiche, da cui desumere le caratteristiche del sottosuolo.

### Geoelettrico
È il più facile e meno costoso. È adatto per studi idrogeologici e individuazione del limite depositi sciolti/Bedrock o intrusioni di acqua salmastra.
Vantaggi
Per il suo funzionamento fino a profondità di 80–100 m la sorgente elettrica può essere la batteria di un'automobile. La strumentazione è molto ridotta ed economica.
Svantaggi
- Profondità esaminabili limitate
- Difficoltà locali nel posizionamento dei picchetti
- Impermeabilizzazione del suolo che impedisce di piantare i picchetti
- Strutture metalliche nel sottosuolo (discariche abusive) o inquinamento elettro-magnetico possono alterare la risposta.

#### 4 elettrodi: A, B, M, N
La corrente è emanata in A, B e raccolta in M, N; si misura così una caduta di potenziale (DV) dovuta alla resistività della roccia. La profondità da cui si ottiene la risposta è AB/2. Richiede una persona alle misure e altre due per piantare i picchetti. Sotto i 100 m, le risposte possono essere poco significative. Per analizzare la risposta è comunque necessario un esperto.
I risultati migliori si hanno quando è possibile tarare lo strumento con la stratigrafia della zona.

##### Con dispositivo Schlumberger
Quello che segue è lo schema di esecuzione di un sondaggio elettrico con il dispositivo Schlumberger.
La resistività della roccia varia in funzione di:
- Porosità
- Tipo di roccia
- Quantità d'acqua nel sottosuolo
- Fratturazione
- Diagenesi

Ci si sposta lateralmente o perpendicolarmente al foglio e si ripetono i sondaggi.

Il documento finale è dato da un diagramma logaritmico: il Profilo Verticale di Resistività. Cadute di resistività indicano la presenza di roccia satura d'acqua, o terreni sciolti. Sull'asse x si evidenzia la semidistanza elettrodica e su quello y la resistività misurata. A partire da questo profilo è possibile costruire profili stratigrafici.

### Geosismico
Sfrutta la capacità delle rocce di modificare la velocità delle onde sismiche.

#### Rifrazione
È necessario creare onde sismiche attraverso esplosivi.
Si scava un buco di qualche metro di profondità e si fa esplodere una carica.
Con geofoni posti nei dintorni si riesce a rilevare la velocità delle onde sismiche
P (longitudinali). (Fino a 2 km per investigare fino a 1000 m utilizzando 100 kg di dinamite. In montagna è facile spostarsi di tanto, a differenza che in pianura(antropizzazione))
Il metodo è usato per profondità relativamente basse. Esistono relazioni tra carica, profondità e posizione dei geofoni.
Funziona solo se V0<V1<V2 (maggiori velocità in profondità)

#### Riflessione
Si misura la riflessione delle onde sismiche causata dai vari strati litici, a seconda che siano più o meno coerenti. Le onde evidenziano le superfici di separazione, se esse sono inclinate si ricorre al DOPPIO TIRO (scambio di posizione tra geofono e punto di scoppio). Dall'analisi comparata otteniamo i dati geometrici dei piani di separazione.
Piccola sismica: Quando si inizia lo scavo di una galleria oppure per l'individuazione delle
caratteristiche litologiche di una zona dove vorremmo posizionare le fondamenta di una diga(studi di dettaglio e a poca distanza).
Piastra metallica e martello che picchia (massa battente). Le vibrazioni vengono rilevate da geofoni.